# D·B·庫柏
D·B·庫柏是一个媒体用来指代一位身份不明的男性劫機嫌犯的名字，他在1971年11月24日於美國挾持西北东方航空305号班机，一架波音727型飛機，並要求200,000美金的贖款。他在獲得贖款後使用降落傘從機上跳下。他登機時使用的名字是丹·庫柏（Dan Cooper），但是後來因為新聞界的疏失，所以他的名字成為了D·B·庫柏。2017年8月18日，联邦调查局（FBI）一项声明表示民间调查团队“库珀悬案小组”（Cooper cold case team，简称CCT）于8月3日发现疑似库珀遗弃降落伞碎片，目前FBI已经接收碎片并展开调查。

## 劫機經過
當天是星期三，亦是美國感恩節前夕，一名男子以「丹·庫柏」（Dan Cooper）名字，登上一架西北航空305號班機（機身編號N467US的波音727-100客機），從波特蘭國際機場起飛，前往西雅圖。據描述，該男子身高約5呎10吋至6呎（1.78至1.83米）高，黑发，棕色眼睛，衣著以黑色為主及架上墨鏡。库珀登上航班后，坐在到最后一行編號18E的座位上，并向乘务员要了一杯波旁威士忌和七喜。
當客機從波特蘭起飛後，他便向一名女空中服務員佛羅倫絲·沙夫納（Florence Schaffner）遞了一張便條，該空服員起初以為該男子想搭訕，給的是自己的電話號碼，於是她沒有打開來看，只是放在自己的口袋中。 於是該男子走近對她說：「妳最好立即看看紙條：我有炸彈的」，而紙條一看的確寫著：「在我的公事包內藏有一個炸彈，我在必要時將會使用它。妳現在要坐在我身邊，你們已被我挾持了」。
紙條同時要求提供美金二十萬，而且全是不連碼的二十元紙幣，及四個降落傘。當飛機抵達西雅圖-塔科馬國際機場後，以上的指令必須遵行，否則他會炸毀客機。當空服員向機長報告該名男子的意圖後，機長威廉·斯科特（William Scott）隨即向西雅圖航空交通管制匯報。由於事態嚴重，航管員聯絡FBI接手，FBI又找來西北航空的總裁唐納·奈羅普（Donald Nyrop）。他示意斯科特要跟劫機者合作，以免招致傷亡。於是，斯科特指示該女空服員坐在劫機者鄰座，並確認該炸彈是否真實。為了讓機組員相信，劫機者打開了公事包，內藏一些紅色的筒狀物、一個大電池，以及一些電線，這讓女空服員相信這真是一個炸彈。他隨即指示女空服員前往通知機長不許降落，直至他要求的贖金及降落傘已於西雅圖準備妥當。

### 釋放乘客

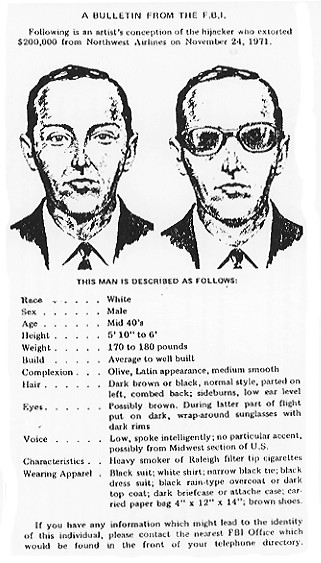
FBI的通緝令，圖中就是305號班機的劫機者D·B·庫柏，圖右是劫機當天庫柏的妝扮

於是，斯科特機長駕駛客機至普吉特海湾上空停留，直至劫機者要求的二十萬美金準備妥當。應劫機者要求，FBI準備不連號沒有任何標記的鈔票，但這些鈔票全是1969年間由旧金山聯邦儲備銀行所印刷，有些還是連號碼的，工作人員亦把所有一萬張二十元紙幣的號碼快速記下。
當現金及降落傘預備好後，飛機終於在西雅圖機場降落，庫柏收到了20萬美金和4個降落傘後，果然守信釋放了機上的所有乘客和幾名機組人員。當客機機員也試圖離去時，劫機者攔住了他們，並命令斯科特等人將飛機開往墨西哥。

### 逃走

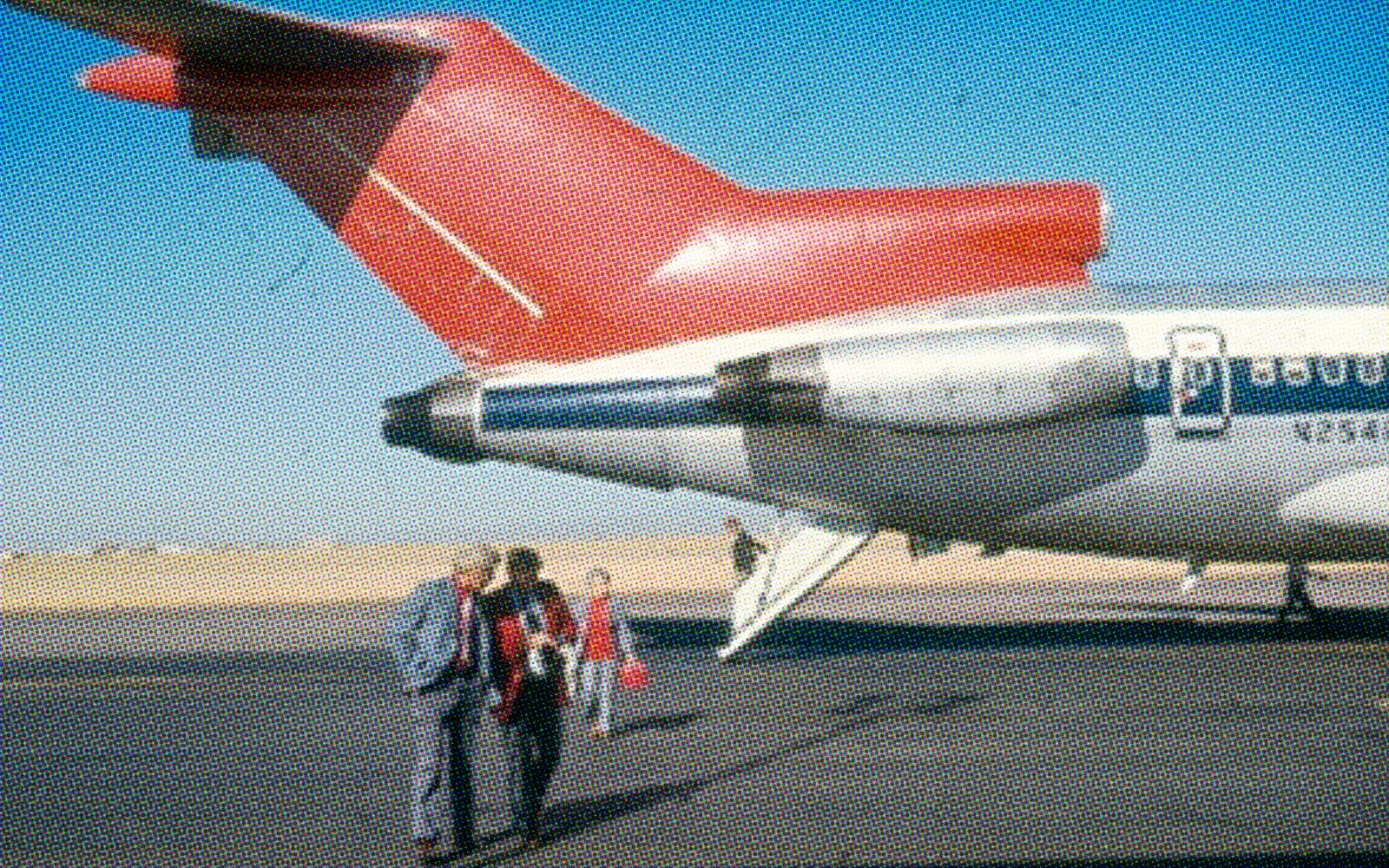
波音727客機機尾打開了的樓梯後門

機組員們只得從命，當客機飞到華盛頓州上空約1500米的高處時，突然遭遇了猛烈的暴風雨，就在這時，庫柏突然背上兩個降落傘，接著打開機艙後門（波音727客機的機尾部份設有一道梯門，是為了省卻連接機場地勤的樓梯車而設的），抱著裝有20萬美元的包裹從半空中跳下去，在黑暗中墜入了底下一片茫茫丛林中。

## 事後
劫機案發生後，美國聯邦調查局立即展開調查，派出300名警察到劫機者跳傘的地區進行了大面積地毯式搜查，但劫機犯庫柏顯然帶著20萬美元從所有人面前失蹤了，生不見人、死不見屍。直到1980年2月，華盛頓州溫哥華的一名8歲男孩在河邊的污泥中發現了一個背包，裏面裝有290張殘缺不全的20美元面值的鈔票。經過對照鈔票上的號碼，FBI確定，這些鈔票正是當日D·B·庫柏勒索的20萬美元的一部分。
西北航空305號班機劫機案成了美國歷史上的一大懸案，聯邦調查局關於此案的卷宗多達100多卷，庫柏的下落成了未解之謎，他也因此成了美國國內唯一一個沒有受到過任何司法懲罰的劫機犯。
由於案件再無實質性的進展，D·B·庫柏的相關案卷也被歸入了FBI的「死檔」，鮮有人問津。令人意外的是，2008年1月1日，FBI發表聲明宣佈，由於案情取得重大突破，因此將再次對此案展開全面調查。在聲明中，FBI稱：「我們已經重新啟動這個案件的調查工作。我們在這裡將第一次提供一系列關於此案的照片和資訊。請仔細觀看這些內容，看是否能勾起你的一些回憶，或許你也可以為我們提供任何有用的資訊，你可以幫助我們。你有任何關於DB庫珀的資訊嗎？請發電子郵件到……」
在FBI的官方網站上罕見地首次對外公開了一批證據照片和庫珀的相貌草圖——並宣稱已經掌握了D·B·庫柏的DNA證據。譬如，一張照片顯示的據稱是庫珀當年劫機時所佩戴的一條黑色「J.C.Penney」牌領帶，當年他在跳下飛機前將這條領帶扯下遺留在了飛機上。正是靠著這條領帶，FBI獲得了庫柏本人的DNA樣本；在另一張照片中，展示了數張1980年2月發現的他在逃亡途中扔下的鈔票。而在第三張照片中，展示的是庫珀當年留在飛機上的一個紅色降落傘和一個帆布背包。
FBI網站宣稱36年來被懷疑可能是庫柏的嫌犯人數多達1000多人，但最後沒有一個人被證明是1971年的劫機犯庫柏。劫機案發生5個月後，一個名叫理查德·麥科伊的越戰退伍軍人劫持了一架民航客機，勒索50萬美元後從高空跳傘逃脫，但幾天後FBI將麥科伊抓獲。1974年他組織同牢犯人越獄，在與執法人員的槍戰中被打死。由於與庫柏的作案手段極為相似，因此許多人猜測麥科伊就是庫柏。但FBI調查發現，庫柏劫機當晚，他正在猶他州的家中吃感恩節晚餐，不可能參與劫機。
2000年，一名佛羅里達州女子聲稱她已故的丈夫杜阿尼·威伯正是聯邦調查局苦苦追蹤的庫柏。但FBI利用DNA檢測之後，卻將之排除在外。2007年12月，美國《紐約雜誌》報道稱1994年去世的前西北航空公司的事務長、一名經驗豐富的跳傘高手肯尼思·彼特克裏斯提安森極有可能就是庫柏，一度被炒得沸沸揚揚；但FBI調查發現肯尼思的身體特徵與庫柏不相符合。
2011年8月5日，奧克拉荷馬州1名40歲婦女瑪拉·古柏宣稱她叔叔L.D.古柏就是劫機犯库柏（D. B. Cooper）。瑪拉說，她最近對FBI講述了自己1971年在俄勒岡州奶奶家過感恩節時的回憶。她接受美聯社訪問時說：「我當時只有8歲，所以無法確切道出我叔叔說了什麼。但我確實記得這段話：『錢的問題解決了，我們只需回去拿錢。』」；FBI事後調查無法斷定L.D.古柏就是當時的劫機犯。
2016年6月8日，联邦调查局宣布暂停对于该案件的积极调查，理由是需要将人力与资源分配到优先级更高的案件上。当地的警官仍然会继续接收有关的证据。在45年的调查中留存下来的66卷文件仍然会保留在华盛顿的联邦调查局总部和联邦调查局官方网站。此案仍然是商业航空史上唯一未解的劫机案件。

## 影視形象

### 劇集
- 漫威電影宇宙：由湯姆·希德勒斯頓飾演。
  - 《洛基》第一季（2021年）：D·B·庫柏是由洛基假扮，因為與“雷神”索爾·奧丁森和海姆達爾輸掉打賭，於是洛基假扮為D·B·庫柏並跳下飛機，隨即被彩虹橋傳送回阿斯嘉，解釋了為什麼D·B·庫柏會消失的無影無蹤。

## 外部連結
- . The Columbian. 1989  [2007-06-13]. （原始内容存档于2007-06-17）.
- FBI FOIA Reading Room Files of the "Norjak" D.B. Cooper Case
- Aviation Safety Network 報告（页面存档备份，存于）